# Цели развития тысячелетия

Цели развития тысячелетия — инициатива ООН

Цели развития тысячелетия (ЦРТ) — восемь международных целей развития, которые 193 государства-члена ООН и, по меньшей мере, 23 международных организации договорились достичь к 2015 году. Цели включают в себя сокращение масштабов крайней нищеты, снижение детской смертности, борьбу с эпидемическими заболеваниями, такими, как СПИД, а также расширение всемирного сотрудничества с целью развития.

## Предыстория
В 2001 году, признавая необходимость более активно оказывать помощь беднейшим нациям, государства-члены ООН приняли основные цели. Цель ЦРТ — ускорение развития путём улучшения социальных и экономических условий в беднейших странах мира.
Эти цели основаны на более ранних задачах международного развития, и были официально установлены на Саммите Тысячелетия в 2000 году, где все присутствовавшие мировые лидеры приняли Декларацию тысячелетия ООН, в которой были представлены восемь целей.

## Цели
Цели развития тысячелетия были разработаны на основе восьми глав Декларации Тысячелетия ООН, подписанной в сентябре 2000 года. Восемь целей и 21 задача выглядят следующим образом:
1. Ликвидировать абсолютную бедность и голод
  - За период с 1990 по 2015 гг. сократить вдвое долю населения, чей доход составляет менее одного доллара в день.
  - За период с 1990 по 2015 гг. сократить вдвое долю голодающего населения.
  - Обеспечить полную и продуктивную занятость и достойную работу всем, включая женщин и молодёжь. (Задача была добавлена в 2007 г.)
2. Обеспечить всеобщее начальное образование
  - К 2015 г. обеспечить детям во всем мире, как мальчикам, так и девочкам, возможность в полном объёме получить начальное школьное образование.
3. Содействовать равноправию полов и расширению прав женщин
  - Ликвидировать неравноправие по половому признаку в сфере начального и среднего образования, предпочтительно уже к 2005 г., а к 2015 г. добиться этого на всех уровнях системы образования.
4. Сократить детскую смертность
  - За период с 1990 по 2015 гг. сократить на две трети смертность среди детей в возрасте до пяти лет.
5. Улучшить охрану материнского здоровья
  - За период с 1990 по 2015 гг. сократить на три четверти коэффициент материнской смертности.
  - К 2015 г. обеспечить всеобщий доступ к получению помощи в сфере репродуктивного здоровья.
6. Бороться с ВИЧ/СПИДом, малярией и прочими заболеваниями
  - Остановить к 2015 г. распространение ВИЧ/СПИДа и положить начало тенденции к сокращению их распространённости.
  - К 2010 году обеспечить общедоступное лечение от ВИЧ/СПИДа всем, кто в этом нуждается.
  - К 2015 г. остановить распространение малярии и прочих тяжёлых заболеваний и положить начало тенденции к сокращению их распространённости.
7. Обеспечить экологическую устойчивость
  - Включить принципы устойчивого развития в политику и государственные программы стран; предотвратить иссякание природных ресурсов.
  - Сократить потерю биологического разнообразия, достигнув к 2010 г. существенного понижения коэффициента убыли.
  - К 2015 г. вдвое сократить долю населения, не имеющего постоянного доступа к чистой питьевой воде и основным санитарно-техническим средствам.
  - К 2020 г. достичь значительного улучшения в жизни, по меньшей мере, 100 миллионов обитателей трущоб.
8. Сформировать всемирное партнёрство в целях развития
  - Развить открытую торговую и финансовую систему, действующую на основе правил, предсказуемую и беспристрастную. Это включает приверженность к порядку в управлении, развитию и снижению уровня нищеты — на национальном и международном уровнях.
  - Решить особые нужды наименее развитых стран. Это включает беспошлинный и неквотированный доступ к экспортируемым ими товарам; расширенную программу по облегчению долгового бремени беднейших стран с крупной задолженностью; ликвидацию официального двустороннего долга; и более интенсивное официальное содействие странам, предпринимающим меры по снижению уровня бедности.
  - Решить особые нужды не имеющих выхода к морским путям и малых островных развивающихся государств.
  - Всесторонне решать проблемы задолженности развивающихся стран путём принятия национальных и международных мер, чтобы сделать долговое бремя терпимым в течение длительного периода.
  - В сотрудничестве с фармацевтическими компаниями обеспечить развивающимся странам доступность необходимых лекарств.
  - В сотрудничестве с частным сектором сделать доступными блага новых технологий, особенно информационные и коммуникационные.

## Ход событий
Движение к целям происходит неравномерно. В то время, как одни страны уже достигли многие из них, другие не приступали ещё ни к одной. В числе крупных стран, добившихся значительного прогресса на этом пути, — Китай (где количество бедного населения снизилось с 452 до 278 миллионов) и Индия, обладающие мощными внутренними и внешними факторами развития. Регионы же, наиболее нуждающиеся в переменах, такие, как страны Африки к югу от Сахары, все ещё должны предпринять радикальные изменения для повышения качества жизни населения. За тот же срок, что и Китай, страны Африки к югу от Сахары понизили уровень бедности приблизительно на один процент, и не пришли к ЦРТ к 2015 г. Основные вопросы, такие как равенство полов, расхождение между гуманитарными и развивающими программами, а также экономический рост, покажут, достигнуты ЦРТ или нет, утверждает Институт международного развития Великобритании во время выполнения задач.
В 2014 ОЭСР выпустил доклад «Более эффективное сотрудничество в целях развития: отчёт 2014 года», характеризующий значимые вопросы Первой встречи высокого уровня Глобального партнёрства для эффективного сотрудничества по содействию развитию, прошедшей в Мехико 15-16 апреля 2014 года, и являющейся важным этапом в обсуждении целей международного развития после Форума в Пусане в 2011 году. Доклад, основанный на данных 46 стран, демонстрирует что, несмотря на мировой экономический кризис, стремление к продолжению реформ в области СМР остаётся значимым и донорам удалось достичь прогресса в критических обязательствах. Международные организации и правительства становятся более открытыми, финансовые потоки помощи более прозрачными, но предстоит ещё многое сделать для ЦРТ после 2015 года.

### HIPC
Чтобы ускорить продвижение к Целям развития тысячелетия, министры финансов из стран Большой восьмёрки встретились в Лондоне, в июне 2005 (в качестве подготовки к июльскому Саммиту Большой восьмёрки в Глениглсе) и пришли к соглашению обеспечить Всемирный банк, Международный Валютный Фонд и Азиатский банк развития (АБР) достаточным объёмом средств для погашения части долга стран группы HIPC (англ. Heavily indebted poor countries «группа беднейших стран с крупной задолженностью», по-русски обычно произносят «ХИПИК») в размере 40-55 миллиардов долларов. Завершение своего участия в расширенной Инициативе HIPC позволило бы дебиторам перенаправить сэкономленные, вследствие списания долга, денежные средства на социальные программы по улучшению систем здравоохранения, энергетики и образования, а также снижения уровня нищеты.

### MDRI
При финансовой поддержке Большой восьмёрки, ВБ, МВФ и АфБР одобрили Гениглский план и создали Многостороннюю инициативу списания задолженности (MDRI), чтобы производить списания долгов. Инициатива дополняет HIPC, предоставляя каждой стране, достигшей задач HIPC, стопроцентное списание многостороннего долга. Страны, которые ранее достигли точки решения, получили право на полное прощение долга, как только кредитующее их ведомство подтвердило, что страны продолжают поддерживать реформы, произведённые в статусе участника группы HIPC. Другие страны, которые достигнут точки завершения позднее, автоматически получают полное прощение своей многосторонней задолженности в соответствии с MDRI.
В то время как Всемирный Банк и АфБР осуществляют Инициативу только по отношению к странам, выполнившим программу HIPC, Международный Валютный Фонд установил чуть более широкие критерии, чтобы исполнять собственное уникальное требование «единого подхода». Любая страна с годовым доходом 380 или менее долларов США на душу населения получает право на полное погашение долга, в соответствии с Инициативой (MDRI). МВФ установил порог в 380 долларов, поскольку эта сумма почти равна той, что у стран, имеющих право на вступление в HIPC.

## Итоги
В конце 2015 года ООН подвела итоги программы развития. Согласно опубликованному отчёту удалось добиться значительных успехов и многие поставленные цели были выполнены.